# David Hamilton (médico)
Doctor Sir David Hamilton, (1663 - agosto de 1721) fue un médico escocés al servicio de la reina Ana de Gran Bretaña, durante cuya servidumbre escribió un diario.

## Biografía
Nacido en Escocia. Comenzó sus estudios de medicina en la Universidad de Leiden el 30 de octubre de 1683, pero se graduó como doctor de medicina en la Universidad de Reims en 1686. Fue admitido como licenciado en el Colegio de Médicos de Londres en 1703.
Elegido Miembro de la Royal Society en 1708, Hamilton se convirtió en un practicante de obstetricia, y consiguió entrar al servicio de la reina Ana, quien le nombró caballero, y más tarde al servicio de Carolina, princesa de Gales. Llegó a acumular una fortuna de £80,000, que perdió en la Compañía del Mar del Sur. Murió el 28 de agosto de 1721.